# Fatudere
Fatudere (Fatu Dere, Watu Dere, Watudere) ist ein osttimoresischer Suco im Verwaltungsamt Viqueque (Gemeinde Viqueque).

## Geographie
Vor der Gebietsreform 2015 hatte Fatudere eine Fläche von 35,81 km². Nun sind es 22,28 km². Der Suco liegt im Südosten des Verwaltungsamts Viqueque am Ufer der Timorsee. Westlich befindet sich der Suco Maluru, nördlich der Suco Caraubalo und östlich der Suco Uma Uain Leten. Im Westen von Fatudere fließt der Fluss Bularan, im Süden mündet der Benaro in die Timorsee und im Südosten der Fluss Beaco. Nahe dem Beaco gibt es einige Höhlen. Im Südosten des Sucos liegt das Kap Ponta Deilubun (Ponta Beaco).
Die größte Siedlung im Suco Fatudere ist Beaco (Beacu) und besteht aus den Ortsteilen Loho Oan und Maluro. Beaco verfügt über eine medizinische Station und eine Grundschule, die Escola Primaria Fatudere. Vor der Küste befindet sich ein Ankerplatz, der einzige der gesamten Gemeinde. Eine Brücke überspannt in Beaco den kleinen gleichnamigen Fluss. Über sie führt eine der wichtigsten Straßen Osttimors, die entlang der südlichen Küste verläuft.
Im Suco befinden sich die drei Aldeias Aidilalita, Barabeto und Culale.

## Einwohner
In Fatudere leben 503 Einwohner (2022), davon sind 256 Männer und 247 Frauen. Im Suco gibt es 131 Haushalte. 72 % der Einwohner geben Makasae als ihre Muttersprache an. Über 21 % sprechen Naueti, 4 % Tetum Terik und über 2 % Tetum Prasa.

## Geschichte

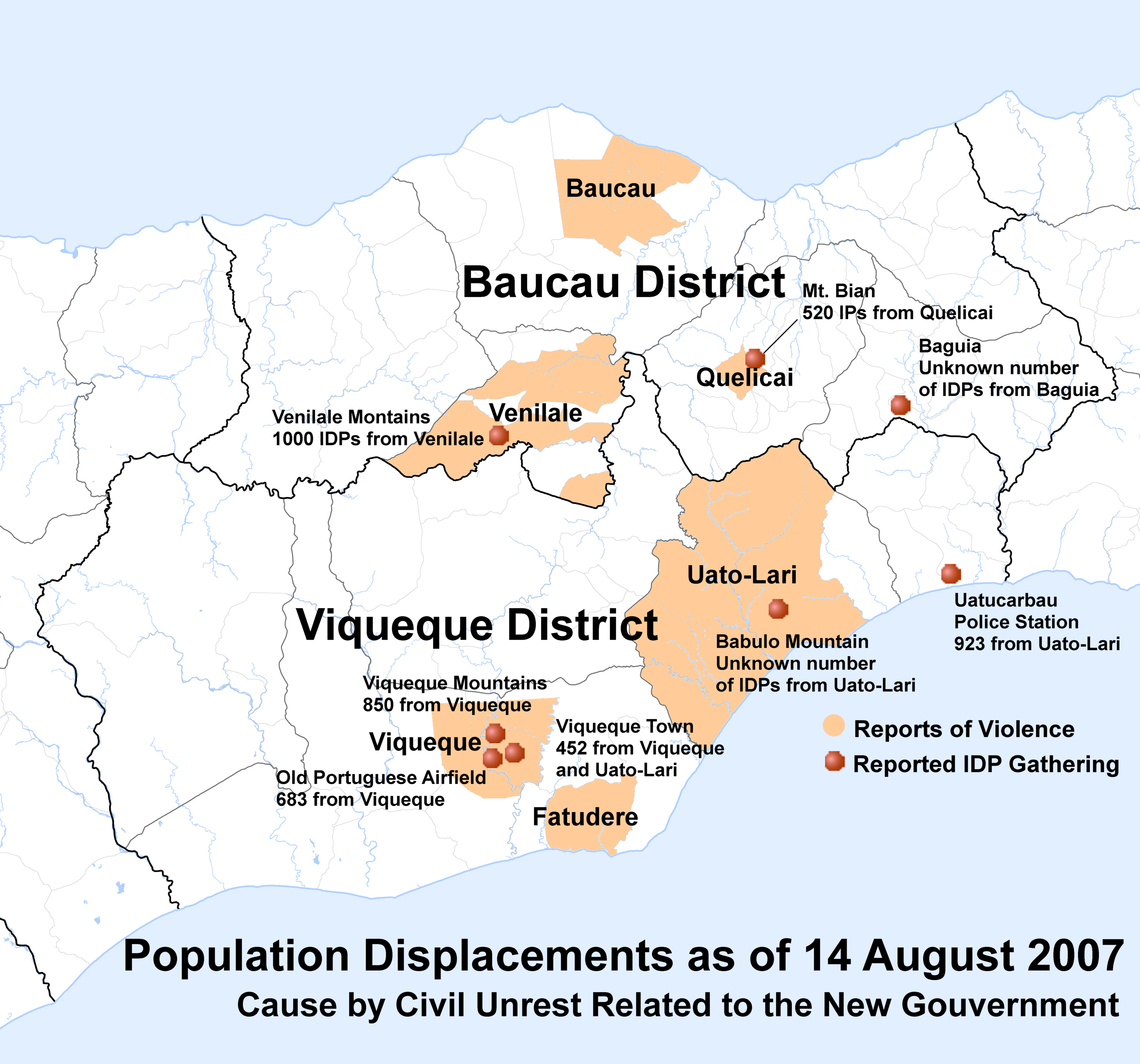
Flüchtlinge in Osttimor nach der Parlamentswahl 2007.

Die Naueti-Sprecher in Beaco bilden eine Sprachinsel, abseits der anderen Gebiete, in denen Naueti dominiert. Mündlichen Überlieferungen aus Daralari (Suco Babulo) sollen sie von dort stammen. Ihre Vorfahren wurden als Kriegsgefangene an die Küste gebracht, um sie hier gegen Feuerwaffen einzutauschen.
Nahe Beaco landeten 1974 indonesische Truppen zu Beginn der Invasion Osttimors und drangen weiter Richtung Baucau vor.
Während der Operation Donner 1999 wurden zahlreiche Einwohner Viqueques durch die Indonesier zwangsevakuiert. Am 20. September verließen vier Schiffe Beaco mit etwa 4000 Zivilisten an Bord und brachte sie nach Westtimor.
Nach dem Amtsantritt Xanana Gusmãos als neuer Premierminister nach den Parlamentswahlen in Osttimor 2007 kam es auch in Fatudere zu Unruhen durch Anhänger der unterlegenen FRETILIN.

## Politik
Bei den Wahlen von 2004/2005 wurde Augusto Pereira zum Chefe de Suco gewählt und 2009 in seinem Amt bestätigt. Bei den Wahlen 2016 Paul Soares Filipe.